# غريت يارموث (دائرة انتخابية في المملكة المتحدة)
غريت يارموث (بالإنجليزية: Great Yarmouth)‏ هي إحدى الدوائر الانتخابية في المملكة المتحدة الممثلة في مجلس العموم في برلمان المملكة المتحدة.
عضو البرلمان الذي يمثلها حالياً هو :Mr Anthony Wright (Lab).